# サウンドシップ
株式会社サウンドシップは、テレビ番組の全般（テレビドラマ・バラエティなど）・ビデオパッケージなどの選曲・音響効果を行う会社である。

## 会社概要

### 取引先会社

#### 放送局
- 日本放送協会
- 日本テレビ放送網株式会社
- 株式会社TBSテレビ
- 株式会社フジテレビジョン
- 株式会社テレビ朝日
- 株式会社テレビ東京
- 株式会社WOWOW

#### 制作プロダクション
制作
- 株式会社電通
- 株式会社東北新社
- 株式会社ドリマックス・テレビジョン（旧：木下プロダクション）
- 株式会社メディアミックス・ジャパン
- 株式会社オーバー・ゼロ
- 株式会社アベクカンパニー
- 有限会社5年D組
- 株式会社ゴッズダイナミックワールド
- 株式会社オドボーラーズ
- 株式会社タイクス

技術
- 株式会社サウンズアート
- 株式会社東通
- 株式会社ビデオスタッフ
- 株式会社エスブイエス（旧渋谷ビデオスタジオ）
- 株式会社映広
- 株式会社テイクシステムズ
- 株式会社ビデオフォーカス

## 主な担当番組

### 情報・バラエティ

#### 設立後から1999年まで
レギュラー番組
- さんまのからくりTV（TBS、1992年10月-1996年3月）
- 上岡龍太郎の男と女ホントのところ（TBS「ムーブ」木曜枠、1992年10月-1993年9月）
- 王道バラエティ つかみはOK!（TBS、1993年10月-1994年3月）
- 上岡龍太郎vs50人（TBS「ザッツ!」木曜枠、1993年10月-1994年3月）
- クイズ悪魔のささやき（TBS、1994年4月-1996年5月）
- さんまのSUPERからくりTV（TBS、1996年4月-現在放映中）
- しあわせ家族計画（TBS、1997年4月-2000年9月）
- 笑林寺（TBS）

スペシャル番組
- さんま・玉緒のお年玉あんたの夢をかなえたろかスペシャル（TBS、1995年1月-年に正月特番放映・継続中）

#### 2000年代
レギュラー番組
スペシャル番組
- 追悼企画 長さんだョ!全員集合（TBS，ドリマックス・テレビジョン，タイクス、2004年3月）
- 加トちゃんケンちゃんドリフの全て見せますスペシャル（TBS，ドリマックス・テレビジョン，タイクス、2004年4月）
- 番組発生40周年記念!!8時だョ!全員集合SP（TBS，タイクス、2008年6月）
- バラエティー番組誕生50年記念!8時だョ!全員集合年末スペシャル（TBS，タイクス、2008年12月）
- ザ・ドリフターズ結成45周年記念!!8時だョ!全員集合SP（TBS，タイクス、2009年4月）
- JNN50周年記念 8時だョ!全員集合SP（TBS，タイクス、2009年9月）

#### 2010年代
レギュラー番組
スペシャル番組
- ドリフ伝説最終章 8時だョ!全員集合 大笑いの4時間SP!（TBS，タイクス、2010年3月）

### テレビドラマ

#### 設立後から1999年まで
連続ドラマ
- 誰かが彼女を愛してる（フジテレビ、1992年10月期　水曜劇場）
- 十年愛（TBS、1992年10月期　金曜ドラマ）
- いちご白書（テレビ朝日・ドリマックス、1993年1月期　月曜ドラマ・イン）
- あの日に帰りたい（フジテレビ・AVEC、1993年1月期　月9ドラマ）
- わたしってブスだったの?（TBS・ドリマックス、1993年4月期　金曜ドラマ）
- 素晴らしきかな人生（フジテレビ、1993年7月期　木曜劇場）
- 誰にも言えない（TBS、1993年7月期　金曜ドラマ）
- 憎しみに微笑んで（TBS・ドリマックス、1993年10月期　火曜21時）
- もう涙は見せない（フジテレビ・AVEC、1993年10月期　水曜劇場）
- ひとの不幸は蜜の味（TBS・テレパック、1994年1月期　火曜21時）
- クニさんちの魔女たち（テレビ朝日・ドリマックス、1994年4月期　月曜ドラマ・イン）
- 彼と彼女の事情（テレビ朝日、1994年4月期　木曜ドラマ）
- 適齢期（TBSテレビ・ドリマックス、1994年4月期　金曜ドラマ）
- 毎度ゴメンなさぁい（TBS・AVEC、1994年7月期　火曜21時）
- ママのベッドへいらっしゃい（テレビ朝日、1994年10月期　木曜ドラマ）
- 夢見る頃を過ぎても（TBS・ドリマックス、1994年10月期　金曜21時）
- 半熟卵（フジテレビ・AVEC、1994年10月期　金曜20時）
- おれはO型・牡羊座（日本テレビ・テレパック、1994年10月期　土曜グランド劇場）
- 私、味方です（TBS・ドリマックス、1995年1月期　木曜22時）
- 毎度おジャマしまぁす（TBS・AVEC、1995年4月期　火曜21時）
- うちの母ですが…（テレビ朝日・ドリマックス、1995年4月期　木曜ドラマ）
- ひと夏のラブレター（TBS・ドリマックス、1995年7月期　木曜22時）
- 恋人よ（フジテレビ、1995年10月期　木曜劇場）
- 愛とは決して後悔しないこと（TBS・ドリマックス、1996年1月期　金曜ドラマ）
- Age,35 恋しくて（フジテレビ、1996年4月期　木曜劇場）
- ひと夏のプロポーズ（TBS・ドリマックス、1996年7月期　金曜21時）
- イタズラなKiss（テレビ朝日・ドリマックス、1996年10月期　月曜ドラマ・イン）
- 外科医柊又三郎2（テレビ朝日・CUC、1996年10月期　木曜ドラマ）
- おひさまがいっぱい（TBS・AVEC、1996年10月-12月　愛の劇場）
- バージンロード（フジテレビ、1997年1月期　月9ドラマ）
- 彼（関西テレビ・ネクストプロデュース、1997年1月期　火曜22時）
- 君が人生の時（TBS・ドリマックス、1997年1月期　金曜ドラマ）
- 最高の食卓（テレビ朝日・ドリマックス、1997年4月期　木曜ドラマ）
- フェイス（関西テレビ・AVEC、1997年7月期　火曜22時）
- 金のたまご（TBS・ドリマックス、1997年7月期　木曜21時）
- ママだって夏休み（NHK総合・NHKエンタープライズ・AVEC、1997年8月　ドラマ新銀河）
- 研修医なな子（テレビ朝日・5年D組、1997年10月期　月曜ドラマ・イン）
- イヴ（フジテレビ、1997年10月期　木曜劇場）
- ベストパートナー（TBS・ドリマックス、1997年10月期　日曜劇場）
- 愛しすぎなくてよかった（テレビ朝日、1998年1月期　木曜ドラマ）
- ドンウォリー!（関西テレビ・AVEC、1998年4月期　火曜22時）
- ラブ・アゲイン（TBS・ドリマックス、1998年4月期　木曜22時）
- GTO（関西テレビ・AVEC、1998年7月期　火曜22時）
- ラブとエロス（TBS、1998年7月期　木曜22時）
- 外科医・夏目三四郎（テレビ朝日・ケイセブン、1998年10月期　木曜ドラマ）
- 天国に一番近い男（TBS、1999年1月期　金曜21時）
- サラリーマン金太郎(1)（TBS・ドリマックス、1999年1月期　日曜劇場）
- ニュースキャスター 霞涼子（テレビ朝日・ドリマックス、1999年1月期　木曜ドラマ）
- L×I×V×E（TBS、1999年4月期　金曜21時）
- ロマンス（読売テレビ・テレパック、1999年4月期）
- ザ・ドクター（TBS・ドリマックス、1999年7月期　日曜劇場）
- 救急ハート診療室（関西テレビ・AVEC、1999年7月期　火曜22時）
- 田舎で暮らそうよ（テレビ東京・東宝、1999年7月期　ドラマシリーズ・家族）
- 大好き!五つ子（TBS・ドリマックス、1999年8月-9月　愛の劇場）
- 氷の世界（フジテレビ、1999年10月期　月9ドラマ）
- ベストフレンド（テレビ朝日・ドリマックス、1999年10月期　月曜ドラマ・イン）

単発・SPドラマ
- 世界でいちばん優しい音楽（関西テレビ・AVEC、1996年5月　花王ファミリースペシャル）
- お嬢様は名探偵（総合テレビ）
- 弁護士・迫まり子の遺言作成ファイル(1)約束（TBS・PDS、1999年4月　月曜ドラマスペシャル）

#### 2000年代
連続ドラマ
- 金曜日の恋人たちへ（TBS，ドリマックス・テレビジョン、2000年1月期　金曜ドラマ）
- ビューティフルライフ（TBS、2000年1月期　日曜劇場）
- サラリーマン金太郎2（TBS、2000年4月期　日曜劇場）
- それぞれの断崖（テレビ東京，ドリマックス・テレビジョン、2000年4月期　ドラマシリーズ・家族）
- バスストップ（フジテレビ、2000年7月期　月9ドラマ）
- 大好き!五つ子2（TBS，ドリマックス・テレビジョン、2000年7月-9月　愛の劇場）
- 真夏のメリークリスマス（TBS、2000年10月期　金曜ドラマ）
- ビッグウイング（TBS，ドリマックス・テレビジョン、2001年1月期　金曜21時）
- Love Story（TBS、2001年4月期　日曜劇場）
- 非婚家族（フジテレビ、2001年7月期　木曜劇場）
- ネバーランド（TBS，ドリマックス・テレビジョン、2001年7月期　金曜21時）
- 大好き!五つ子3（TBS，ドリマックス・テレビジョン、2001年7月-8月　愛の劇場）
- ガッコの先生（TBS、2001年10月期　日曜劇場）
- サラリーマン金太郎3（TBS、2002年1月期　日曜劇場）
- First Love（TBS、2002年4月期　水曜22時）
- 一攫千金夢家族（TBS，ドリマックス・テレビジョン，オーバー・ゼロ、2002年6月-7月　愛の劇場）
- 春が来た（NHK総合，NHKエンタープライズ，ドリマックス・テレビジョン、2002年9月-11月　金曜時代劇）
- 薔薇の十字架（フジテレビ、2002年10月期　木曜劇場）
- 刑事☆イチロー（TBS，ドリマックス・テレビジョン、2003年1月期　水曜22時）
- あなたの人生お運びします!（TBS、2003年4月期　木曜23時）
- 麻婆豆腐の女房（NHK総合，NHKエンタープライズ，東阪企画、2003年5月-6月　月曜ドラマシリーズ）
- 一攫千金夢家族2（TBS，ドリマックス・テレビジョン，オーバー・ゼロ、2003年6月-7月　愛の劇場）
- サラリーマン金太郎4（TBS、2004年1月期　木曜21時）
- 離婚弁護士（フジテレビ、2004年4月期　木曜劇場）
- オレンジデイズ（TBS、2004年4月期　日曜劇場）
- ジイジ〜孫といた夏〜（NHK総合，NHKエンタープライズ，AVEC、2004年8月-9月　月曜ドラマシリーズ）
- 夢で逢いましょう（TBS，ドリマックス・テレビジョン、2005年4月期　木曜21時）
- 菊次郎とさき(2)（テレビ朝日，5年D組、2005年7月期　木曜ドラマ）
- ジイジ2〜孫といた夏〜（NHK総合，NHKエンタープライズ，AVEC、2005年7月-8月　月曜劇場）
- 今夜ひとりのベッドで（TBS、2005年10月期　木曜22時）
- 理想の生活（NHK総合，NHKエンタープライズ，ドリマックス・テレビジョン、2005年10月-11月　よるドラ）
- 花嫁は厄年ッ!（TBS，The icon、2006年7月期　木曜22時）
- 鉄板少女アカネ!!（TBS，ドリマックス・テレビジョン，TSP、2006年10月期　日曜劇場）
- 夏雲あがれ（NHK総合，NHKエンタープライズ，ドリマックス・テレビジョン、2007年6月-7月　木曜時代劇）
- 菊次郎とさき(3)（テレビ朝日，5年D組、2007年7月期　木曜ドラマ）
- ひとがた流し（NHK総合，NHKエンタープライズ，東宝、2007年12月　土曜ドラマ）
- SCANDAL（TBS、2008年10月期　日曜劇場）
- 超人ウダダ（WOWOW，The icon、2009年1月-3月　ミッドナイト☆ドラマ）

単発・SPドラマ
- 弁護士・迫まり子の遺言作成ファイル(2)時効（TBS，PDS、2000年2月　月曜ドラマスペシャル）
- 流れ星お銀!事件解決いたします(1)（TBS，MMJ、2000年6月　月曜ドラマスペシャル）
- 弁護士・迫まり子の遺言作成ファイル(3)秘密（TBS，PDS、2000年12月　月曜ドラマスペシャル）
- 流れ星お銀!事件解決いたします(2)（TBS，MMJ、2001年7月　月曜ミステリー劇場）
- 弁護士・迫まり子の遺言作成ファイル(4)再会（TBS，PDS、2002年3月　月曜ミステリー劇場）
- 山田太一ドラマスペシャル　香港明星迷（テレビ東京，東京映画新社、2002年9月）
- 松本清張没後10年特別企画　たづたづし（テレビ東京，BSジャパン，電通M&E，東北新社、2002年11月　女と愛とミステリー）
- 俺は鰯（WOWOW，オーバー・ゼロ、2003年4月　ドラマW）
- 弁護士・迫まり子の遺言作成ファイル(5)告発（TBS，PDS、2003年6月　月曜ミステリー劇場）
- 流れ星お銀!事件解決いたします(3)（TBS，MMJ、2003年8月　月曜ミステリー劇場）
- 離婚弁護士 新春スペシャル（フジテレビ、2005年1月）
- 江戸前鮨職人きららの仕事（TBS，ドリマックス・テレビジョン、2005年5月　水曜プレミア）
- 赤い疑惑2005（TBS，ホリプロ、2005年6月）
- 27歳の夏休み（TBS，ドリマックス・テレビジョン、2005年6月）
- 山田太一ドラマスペシャル・終戦60年特別企画　終りに見た街（テレビ朝日，5年D組、2005年12月）
- 新春ドラマスペシャル　マグロ（テレビ朝日，石原プロモーション、2007年1月）
- めぞん一刻（テレビ朝日，東北新社クリエイツ、2007年5月）
- なんこめ満腹物語（ABC朝日放送，電通、2007年6月）
- 松本清張 点と線（テレビ朝日、2007年11月）
- パナソニックドラマスペシャル　彗星物語（TBS，The icon、2007年12月）
- 松本清張スペシャルドラマ　塗られた本（TBS，ドリマックス・テレビジョン、2007年12月　月曜ゴールデン）
- 山田太一ドラマスペシャル　本当と嘘とテキーラ（テレビ東京、2008年5月）
- シリウスの道（WOWOW，東映、2008年9月　ドラマW）
- 上地雄輔ひまわり物語〜家族・親友・彼女…誰も知らない素顔初公開!（フジテレビ，The icon，クリエイティブ30、2009年3月）
- テレビ朝日開局50周年記念SPドラマ　刑事一代（テレビ朝日，5年D組、2009年6月）
- 東海テレビ開局50周年記念　少年時代（東海テレビ、2009年6月）

#### 2010年代
連続ドラマ
単発・SPドラマ
- 筆談ホステス（MBS毎日放送、2010年1月）
- なぜ君は絶望と闘えたのか（WOWOW，テレパック、2010年9月　ドラマW）